# Stereokamera
Et stereokamera er et fotografisk kamera, der optager billeder med stereoskopisk (rumlig) virkning. Dette sker normalt ved at benytte to objektiver eller to kameraer, der er forskudt sideværts med den omtrentlige afstand mellem menneskets øjne. Evt. kan man nøjes med ét kamera, der så forskydes på en skinne for at tage det andet billede. Det kræver, at motivet er helt stille. De to billeder er lidt forskellige på grund af linsernes placering, de har en parallakse. Hvis billederne betragtes samtidig i et stereoskop eller gengives på anden måde, så hvert øje kun ser ét af billederne (man kan anvende polarisering eller trykke i to farver og se gennem briller med farvede glas i to farver), får man et synsindtryk af en rumlig figur.[kilde mangler]